# ويليام إم. فرازير الثالث
ويليام إم. فرازير الثالث (بالإنجليزية: William M. Fraser III)‏ هو ضابط أمريكي، ولد في 17 أغسطس 1952 في ليكلاند في الولايات المتحدة.